# پلئوناست
پلئوناست (به انگلیسی: Pleonaste) با فرمول شیمیایی (MgFe)(AlFe)2O4 از مجموعه کانی هاست و کانیهای مشابه آن مگنتیت و اسپینل است. از کلمه یونانی Pleonasmos بمعنای اضافی گرفته شده‌است در اسیدها نامحلول است - ذوب نمی‌شود. MgO:۱۰٫۷۸٪ FeO:۱۹٫۲۲٪ Fe2O۳:۴۲٫۷۲٪ Al2O۳:۲۷٫۲۸٪ برای اولین بار در ایتالیا کشف شد و از نظر شکل بلور: اکتائدر، رنگ: سبز تیره - سیاه، شفافیت: غیرشفاف - نیمه شفاف، شکستگی: صدفی، جلا: شیشه ای، رخ: نا کامل، سیستم تبلور: کوبیک (مکعبی) و در رده‌بندی اکسید است و منشأ تشکیل آن دگرگونی مجاورتی است.
همایند کانی‌شناسی (پارانژ) آن مگنتیت - اسپینل- دیوپسید- فاسائیت و غیره است
، از نظر ژیزمان بلوری - آگرگات دانه‌ای تقریباًَ کمیاب ; آلمان، ایتالیا، سوئد، ماداگاسکار، ژاپن، روسیه و... یافت می‌شود.